# Karl-Fred Müller
Karl-Fred Müller (* 14. April 1958 in Baruth; † 3. Oktober 2018 in Halle (Saale)) war ein deutscher Schauspieler.

## Leben
Nach dem Abitur und seiner Berufsausbildung zum Maurer besuchte er die Schauspielschule Rostock. Sein erstes Engagement führte ihn an die Bühnen der Stadt Nordhausen. Seit 1986 war er am neuen theater in Halle engagiert. Zu seinen bekanntesten Kinofilmen zählen Schultze gets the blues und Schröders wunderbare Welt (Regie: Michael Schorr).
Am 3. Oktober 2018 erlag er einer Krebserkrankung.

## Filmografie (Auswahl)
- 1989: Vera – Der schwere Weg der Erkenntnis
- 1994: Tatort – Laura mein Engel (TV)
- 1995: Tatort – Ein ehrenwertes Haus (TV)
- 1995: Polizeiruf 110 – Grawes letzter Fall (TV)
- 1997: Ein Schloß für Rita (TV)
- 1999: Tatort – Todesangst (TV)
- 2000: Vergiss Amerika
- 2000: Küss mich, Frosch (TV)
- 2000: Tatort – Tödliches Verlangen (TV)
- 2001: Ein Stück vom Glück (TV)
- 2001: Tatort – Verhängnisvolle Begierde (TV)
- 2002: Polizeiruf 110 – Henkersmahlzeit (TV)
- 2002: Polizeiruf 110 – Angst um Tessa Bülow (TV)
- 2003: Milchwald
- 2003: Schultze gets the blues
- 2003: Ein Vater für Klette (TV)
- 2003: In aller Freundschaft (TV-Serie, eine Folge)
- 2004: Blindgänger
- 2004: Polizeiruf 110 – Ein Bild von einem Mörder (TV)
- 2004: Ein Engel namens Hans-Dieter (TV)
- 2005: Katze im Sack
- 2006: Schröders wunderbare Welt
- 2007: Polizeiruf 110 – Verstoßen (TV)
- 2007: Ein Engel für alle (TV-Serie, drei Folgen)
- 2008: Dr. Molly & Karl (TV-Serie, vier Folgen)
- 2009: Tierärztin Dr. Mertens (TV-Serie, eine Folge)
- 2009–2011: SOKO Leipzig (TV-Serie, drei Folgen)
- 2011: Stilles Tal
- 2011: Tatort – Nasse Sachen (TV)
- 2011: George Schmitzki (Kurzfilm)
- 2012: In aller Freundschaft – Morgen Kinder wird’s was geben
- 2012: SOKO Wismar (TV-Serie, eine Folge)
- 2014: Ein starkes Team – Alte Wunden (TV-Serie)
- 2014: Für immer ein Mörder – Der Fall Ritter (TV)
- 2015: Käthe Kruse (Fernsehfilm)
- 2015: Letzte Ausfahrt Gera (TV)
- 2015: Erich Mielke – Meister der Angst
- 2016: SOKO Stuttgart – Mordssendung (TV)
- 2019: Wolfsland – Das heilige Grab (TV-Reihe, posthume Veröffentlichung)

## Theater
- Bornholmer Straße (Regie: Jörg Steinberg)
- Romeo und Julia (Regie: Christian von Treskow)
- Ein Volksfeind (Regie: Jörg Steinberg)
- Effi Briest (Regie: Alice Asper)
- Im weißen Rößl (Regie: Ronny Jakubaschk)
- Happy Ending (Regie: Kalma Streun)
- Ewig Jung (Regie: Alexander Suckel)
- Jeder stirbt für sich allein (Regie: Alice Asper)
- Das Leben des Galilei (Regie: Jo Fabian)
- Weltall-Erde-Mensch-wie-stolz-das-klingt (Regie: Peter Dehler und John R. Carlson)
- Tschick (Regie: Ronny Jakubaschk)
- Wie im Himmel (Regie: Henriette Hörnig)
- Ein Königreich für einen Ball (Regie: Dietmar Rahnefeld)
- Sgt. Pepper’s Lonely Hearts Club Band (Regie: Alexander Suckel)
- Der Hofmeister (Regie: Jörg Steinberg)
- Woyzeck (Regie: Matthias Brenner)
- Die Weber (Regie: Jo Fabian)
- Zscherben. Ein Dorf nimmt ab. (Regie: Matthias Brenner)
- Pension Schöller (Regie: Frieder Venus)
- Macbeth (Regie: Herbert Fritsch)
- Die Jungfrau von Orléans (Regie: Frieder Venus)
- Der Raub der Sabinerinnen (Regie: Herbert Fritsch)
- Eins Zwei Drei (Regie: Christoph Biermeier)
- Shockheaded Peter (Regie: Christoph Werner)
- Leonce und Lena (Regie: Claudia Bauer)
- Ladies Night (Regie: Christoph Biermeier)
- Hermanns Schlacht (Regie: Albrecht Hirche)
- Clavigo (Regie: Wolf Bunge)
- Kabale und Liebe (Regie: Enrico Lübbe)
- Zur schönen Aussicht (Regie: Enrico Lübbe)
- Ein Sommernachtstraum (Regie: Harald Fuhrmann)
- Dreigroschenoper (Regie: Alexandro Quintana)
- Kindertransport (Regie: Harald Fuhrmann)
- Lond'n-L.Ä.-Lübbenau (Regie: Hilmar Eichhorn)
- Der letzte Yankee (Regie: Peter Sodann)

## Hörfunk
- Nackt in Berlin (Regie: Gottfried von Einem), mdr
- Und Dinosaurier gibt es doch (Regie: Jürgen Dluznewski), mdr
- Lachsfischen im Jemen, mdr

## Soloprogramme
- „Ick wundre mir über jarnischt mehr“, Otto-Reutter-Abend
- „Der Weihnachtsmann starb am Schleudertrauma“, Weihnachtsprogramm
- „Der Mond ist inzwischen ersoffen“, Schauerballaden-Abend
- „Couplet-Pop mit Karl-Fred Müller“, Otto-Reutter-Abend und mehr